# Локомотив (дворец спорта)
Харьковский дворец спорта «Локомотив» имени Г. Н. Кирпы — спортивное сооружение Харькова закрытого типа на 5000 мест.
Используется для проведения различных спортивных мероприятий (по волейболу, по мини-футболу, по баскетболу, по гандболу и др.), выставок, выступлений звёзд эстрады и других массовых мероприятий.
Расположен на Большой Панасовской улице, 90.

## История
Строительство было начато 14 декабря 2003 года по инициативе Харьковского управления Южной железной дороги. Стоимость строительных работ составила около 50 млн грн. В строительстве было задействовано около 700 человек, в основном специалистов с железных дорог (в том числе с других железных дорог Украины). Объём строительных работ составил 123  тыс.  м3.
Oткрытие Дворца спорта «Локомотив» состоялось 23 августа 2004 года в годовщину 350-летия города Харькова.

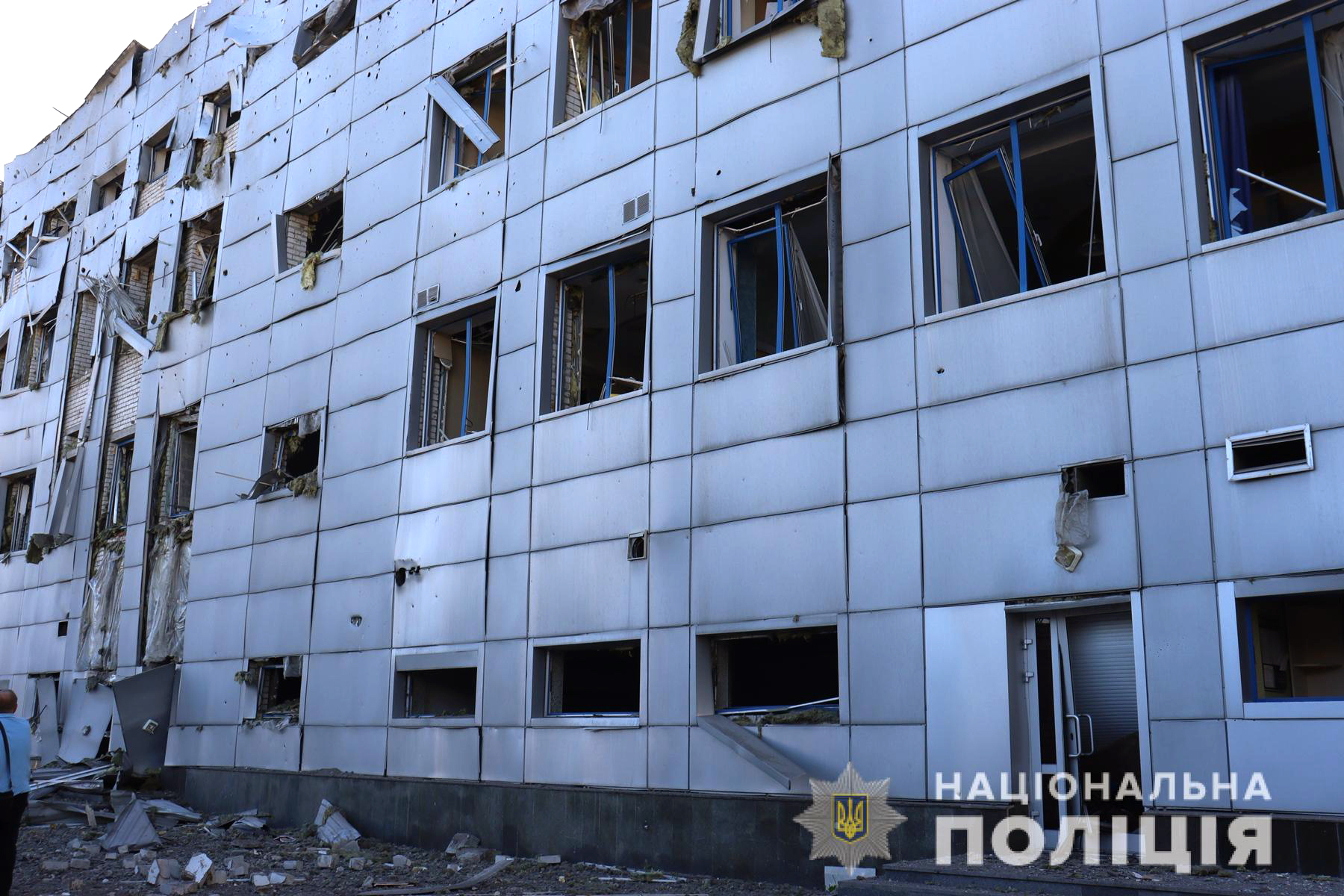
После российского ракетного обстрела 2 сентября 2022 года

В ночь на 2 сентября 2022 года был частично разрушен российским ракетным ударом.

## Описание
Дворец спорта «Локомотив» рассчитан на подготовку и проведение игр харьковской волейбольной команды «Локомотив». В комплекс вошёл зал на 2190 мест, гостиница, рассчитанная на прием двух волейбольных команд, рестораны и душевые. Покрытие пола в зале устроено таким образом, что его можно менять в зависимости от вида спорта, по которому проходят соревнования. Одна из трибун может быть убрана, если не ожидается много зрителей. Дворец оборудован комментаторскими кабинами, местами для кинокамер, продумано освещение, схема которого разработана харьковскими фирмами. Для водоснабжения дворца пробурена скважина. С расположенным рядом бассейном «Локомотив» дворец соединён подземным переходом.

## Основные технические показатели
- Объём сооружения — свыше 16 000 м³;
- Габариты сооружения — 103×80 м;
- Высота игрового зала 16 м;
- Количество посадочных мест — 5000;
- Покрытие пола игрового зала — сменное;
- Количество этажей — 4.

## Присвоение имени Г. Н. Кирпы
В июле 2006 г. спортивному комплексу «Локомотив» было присвоено имя убитого бывшего министра транспорта и связи Украины и генерального директора «Украинских железных дорог», почётного гражданина города Харькова, Героя Украины Георгия Кирпы. Решение об этом было принято 25 июля 2006 года на заседании сессии харьковского городского совета по инициативе мера Харькова Михаила Добкина